# おじょママ!F
『おじょママ!F』（おじょママ エフ）は、関西テレビで毎週日曜日の13:57～14:53に関西ローカル向けに放送されたトークバラエティ番組である。
当項目では、当番組の前身となる『モモコ×菜摘×よし子おじょママ!!』と『モモコ×菜摘×よし子おじょママ!P』についても触れる。

## 概要
司会は、モモコ（ハイヒール）、浜田雅功（ダウンタウン）の妻である小川菜摘、清水よし子（ピンクの電話）の3人。番組は、20～40代の主婦を対象とした内容で、視聴者がモモコ、小川、清水の3人の携帯電話のメールに質問・意見などを寄せて、番組内で紹介するというもの。関西テレビのみライオンの1社提供であったが、末期はしていなかった。
2001年10月16日に全国放送された『しらばかプラス』（関西テレビ・フジテレビ）の関西テレビ側スタッフによって「モモコ×菜摘×よし子おじょママ!!」のタイトルで火曜日の19:29～19:54にスタート、2002年4月、金曜日の19:29～19:57に枠移動。2004年10月3日から、日曜日の朝に放送枠移動、「おじょママ!P」としてリニューアルスタート。「P」の意味は、パワーアップ、プラチナ、パパのことを表した。
「おじょママ!!」時代は東京都世田谷区砧のレモンスタジオでの収録であったが、「おじょママ!P」から大阪市北区扇町の関西テレビ本社スタジオでの公開収録に変わった。
番組で寄せられた意見を元に、2003年と2004年の2月に、近畿地方のローソンで「おじょママ弁当」というのも発売された。
2008年4月より13:57～14:53に移動し、新レギュラーに藤井隆と田中直樹（ココリコ）を加え、「おじょママ!F」となった。「F」とはファミリーのことを表す。
2009年3月29日で番組が終了する事がHP上で発表された。

## スタッフ

### おじょママ!!
- プロデューサー：山本英夫（吉本興業）、田中栄次（ゼブラゾーン）
- プロデューサー・演出：加藤雅也
- 構成：川崎良、中野俊成、宮内見、前田政二
- 技術協力：八峯テレビ、FLT、TDKコア、J-WORKS
- 美術協力：フジアール
- 収録スタジオ：レモンスタジオ
- 協力：J-PHONE⇒Vodafone
- 制作協力：吉本興業、ゼブラゾーン
- 制作著作：関西テレビ

### おじょママ!P
- 構成：前田政二、小林仁
- ブレーン：小堂稔典、かつよしこ
- TD (テクニカルディレクター) ：中居龍紀（KTV）
- カメラ：中川裕貴（KTV）
- VE：山本謙吾（KTV）
- 音声：永田誠（KTV）
- 照明：吉岡誠
- イラスト：入江和代
- 美術プロデューサー：杉山茂光（KTV）
- 美術進行：永田道徳
- VTR編集：馬殿陽子（KTV）
- CG：疋田花英
- 編成：和田由美（KTV）
- 広報：大村貴子（KTV）
- ディレクター：文倉大志（KTV）、西川達也・西原久進（メディアプルポ）
- プロデューサー：水戸徹（KTV）、貝津幸典（メディアプルポ）、村野裕亮・阪口知里（よしもとクリエイティブ・エージェンシー）
- 協力：フルネット、Step、ソフトバンクモバイル
- 制作協力：吉本興業、メディアプルポ
- 制作著作：関西テレビ

### おじょママ!F
- 構成：前田政二、小林仁、吉井三奈子、根宜利彰
- ブレーン：小堂稔典、かつよしこ、徳田博丸、鈴木一史
- TD (テクニカルディレクター) ：鈴木智雄
- カメラ：朝倉康博（KTV）
- 音声：小野浩一（KTV）
- 照明：金子宗央（KTV）
- VTR編集：矢野数馬（KTV）
- 音効：林智也
- 美術プロデューサー：河真裕美（KTV）
- セットデザイン：嶋田良一
- 美術進行：永田道徳
- 装置：大神良一
- 装飾：萬浪隆史
- 電飾：増本正寿
- 美容：山本幸一
- 衣裳：岡本忠治
- イラスト：漫☆画太郎、入江和代、ひろぽん
- スタイリスト：&masse、EYES、fij、有田真寿美、高橋毅、プランニングカンパニー柿本
- メイク：MORE、ビーム
- タイトル：広田真吾、小岩勝
- CG：三好和也
- 広報：和田由美（KTV）
- ディレクター：文倉大志・東田元・高原礼子（KTV）、西原久進・加藤俊介（メディアプルポ）、片瀬伊久美
- 演出：西川達也（メディアプルポ）
- プロデューサー：水戸徹（KTV）、阪口知里（よしもとクリエイティブ・エージェンシー）
- 協力：フルネット、Step、ソフトバンクモバイル
- 技術協力：テレコープ、ビデオスタッフ
- 制作協力：吉本興業、メディアプルポ、バックアップメディア、クラッチ.、パワーステーション、Devotion
- 制作著作：関西テレビ

## ネット局
| 放送期間                                                                                         | 放送時間                                                                  | 放送局       | 対象地域   | 備考       |
| ------------------------------------------------------------------------------------------------ | ------------------------------------------------------------------------- | ------------ | ---------- | ---------- |
| 2001年10月 - 2002年3月 2002年4月 - 2004年9月 2004年10月3日 - 2008年3月 2008年4月 - 2009年3月29日 | 火曜 19:29 - 19:54 金曜 19:29 - 19:57 日曜 9:00 - 9:30 土曜 13:57 - 14:53 | 関西テレビ   | 関西広域圏 | 製作局     |
| 2002年4月 - 2004年9月                                                                            | 金曜 19:29 - 19:57                                                        | 東海テレビ   | 中京広域圏 | 同時ネット |
| 2002年4月6日 - 不明                                                                              | 土曜 16:00 - 16:30                                                        | 石川テレビ   | 石川県     | [ 2 ]      |
| 不明                                                                                             | 水曜 15:00 - 15:30                                                        | 長野放送     | 長野県     |            |
|                                                                                                  | 木曜 15:00 - 15:55                                                        | テレビ新広島 | 広島県     |            |

毎年1月2日のスペシャルは、通常は放送しない山陰中央テレビや三重テレビでも放送された。（逆に『快傑えみちゃんねる』の正月特番も東海テレビにて放送された。）